# Малиці (Куявсько-Поморське воєводство)
Малиці (пол. Malice) — село в Польщі, у гміні Кциня Накельського повіту Куявсько-Поморського воєводства.
Населення — 227 осіб (2011).
У 1975-1998 роках село належало до Бидгощського воєводства.

## Демографія
Демографічна структура станом на 31 березня 2011 року:
|          | Загалом | Допрацездатний вік | Працездатний вік | Постпрацездатний вік |
| -------- | ------- | ------------------ | ---------------- | -------------------- |
| Чоловіки | 111     | 29                 | 77               | 5                    |
| Жінки    | 116     | 27                 | 69               | 20                   |
| Разом    | 227     | 56                 | 146              | 25                   |